# Marian Crișan
Marian Crișan (né le 8 septembre 1976 à Salonta, ou en 1979) est un réalisateur roumain.

## Biographie
Diplômé de l'Université de Bucarest en 1999, il a réalisé plusieurs courts-métrages, dont Megatron qui remporte la Palme d'or du meilleur court métrage au Festival de Cannes.
En 2010, son film Morgen, traitant du flux migratoire entre la Roumanie et la Hongrie, remporte le Prix spécial du jury du Festival de Locarno.

## Filmographie
- 2006 : Amatorul (court-métrage)
- 2007 : Portret de familie
- 2008 : Megatron (court-métrage)
- 2010 : Camelia  (court-métrage)
- 2010 : Morgen
- 2012 : Rocker
- 2015 : Orizont
- 2016 : Valea Mutã (série télévisée)
- 2020 : The Campaign

## Nominations et récompenses
- Palme d'or du court métrage au Festival de Cannes pour Megatron[3]
- Prix spécial du jury du Festival de Locarno pour Morgen[4]
- Prix du jury œcuménique du Festival de Locarno pour Morgen
- Meilleur film au Festival international du film de Reykjavik pour Morgen
- Meilleur réalisateur au Festival international du film de Thessalonique 2010